# Coleophoridae
Famille
Les Coleophoridae sont une famille d'insectes de l'ordre des lépidoptères (papillons).

## Liste des sous-familles
Selon ITIS :
- sous-famille Blastobasinae
- sous-famille Coleophorinae
- sous-famille Momphinae
- sous-famille Pterolonchinae

## Liste desgenres
- Abaraschia Capuse, 1973.
- Aesyle Chambers, 1875.
- Agapalsa Falkovich, 1972.
- Amblyxena Meyrick, 1914.
- Amselghia Capuse, 1973.
- Amseliphora Capuse, 1971.
- Apista Hübner, 1825.
- Aplotes Herrich-Schäffer, 1853.
- Apocopta Falkovich, 1987.
- Aporiptura Falkovich, 1972.
- Ardania Capuse, 1973.
- Argyractinia Falkovich, 1972.
- Ascleriductia Capuse, 1973.
- Astyages Stephens, 1834.
- Asychna Stainton, 1854.
- Atractula Falkovich, 1987.
- Augasma Herrich-Schäffer, 1853.
- Aureliania Capuse, 1971.
- Bacescuia Capuse, 1971.
- Belina Falkovich, 1987.
- Benanderpia Capuse, 1973.
- Bima Falkovich, 1972.
- Bourgogneja Capuse, 1971.
- Calaritania Mariani, 1943.
- Calcomarginia Capuse, 1973.
- Caleophora; Capuse, 1973.
- Carpochena Falkovich, 1972.
- Casas Wallengren, 1881.
- Casigneta Wallengren, 1881.
- Casignetella Strand, 1928.
- Characia Falkovich, 1972.
- Chedra Hodges, 1966.
- Chnoocera Falkovich, 1972.
- Coleophora Hübner, 1806.
- Corethropoea Falkovich, 1972.
- Cornulivalvulia Capuse, 1973.
- Corothropoea; Capuse, 1973.
- Corythangela Meyrick, 1897.
- Corythangella; Capuse, 1973.
- Cricotechna Falkovich, 1972.
- Damophila Curtis, 1832.
- Ductispira Capuse, 1974.
- Dumitrescumia Capuse, 1973.
- Duospina Hodges, 1966.
- Ecebalia Capuse, 1973.
- Enscepastra Meyrick, 1920.
- Eupista Hübner, 1825.
- Eustaintonia Spuler, 1910.
- Falkovitshia Capuse, 1972.
- Frederickoenigia Capuse, 1971.
- Glaseria Capuse, 1971.
- Globulia Capuse, 1973.
- Glochis Falkovich, 1987.
- Goniodoma Zeller, 1849.
- Hamuliella Capuse, 1973.
- Haploptilia Hübner, 1825.
- Helopharea Falkovich, 1972.
- Helvalbia Capuse, 1973.
- Heringiella Börner, 1944.
- Homaledra Busck, 1900.
- Ionescumia Capuse, 1971.
- Iriothyrsa Meyrick, 1908.
- Ischnophanes Meyrick, 1891.
- Ischnopsis Walsingham, 1881.
- Kasyfia Capuse, 1973.
- Klimeschja Capuse, 1971.
- Klimeschjosefia Capuse, 1975.
- Klinzigedia Capuse, 1971.
- Klinzigia Capuse, 1971.
- Kuznetzovvlia Capuse, 1973.
- Latisacculia Capuse, 1973.
- Longibacillia Capuse, 1975.
- Lucidaesia Capuse, 1973.
- Luzulina Falkovich, 1972.
- Lvaria Capuse, 1973.
- Macrocorystis Meyrick, 1931.
- Membrania Capuse, 1973.
- Metallosetia Stephens, 1834.
- Metapista Capuse, 1973.
- Metriotes Herrich-Schäffer, 1853.
- Monotemachia Falkovich, 1972.
- Multicoloria Capuse, 1973.
- Nasamonica Meyrick, 1922.
- Nemesia Capuse, 1971.
- Neugenvia Capuse, 1973.
- Nosyrislia Capuse, 1973.
- Oedicaula Falkovich, 1972.
- Omphalopoda Falkovich, 1987.
- Orghidania Capuse, 1971.
- Orthographis Falkovich, 1972.
- Oudejansia Capuse, 1970.
- Papyrosipha Falkovich, 1987.
- Paravalvulia Capuse, 1973.
- Patzakia Capuse, 1973.
- Perygra Falkovich, 1972.
- Perygridia Falkovich, 1972.
- Phagolamia Falkovich, 1972.
- Phylloschema Falkovich, 1972.
- Plegmidia Falkovich, 1972.
- Polystrophia Falkovich, 1987.
- Porotica Meyrick, 1913.
- Porrectaria Haworth, 1828.
- Postvinculia Capuse, 1973.
- Proglaseria Capuse, 1973.
- Protocryptis Meyrick, 1931.
- Quadratia Capuse, 1973.
- Razowskia Capuse, 1971.
- Rhabdoeca Falkovich, 1987.
- Rhamnia Capuse, 1973.
- Sacculia Capuse, 1973.
- Sandaloeca Meyrick, 1920.
- Scleriductia Capuse, 1973.
- Stabilaria Falkovich, 1988.
- Stollia Capuse, 1971.
- Suireia Capuse, 1971.
- Symphypoda Falkovich, 1972.
- Systrophoeca Falkovich, 1972.
- Tocasta Busck, 1912.
- Tolleophora Capuse, 1971.19 juin 2006)
- Tollsia Capuse, 1973.
- Tritemachia Falkovich, 1987.
- Tuberculia Capuse, 1973.
- Ulna Capuse, 1973.
- Valvulongia Capuse, 1971.
- Vladdelia Capuse, 1971.
- Zagulajevia Capuse, 1971.
- Zangheriphora Capuse, 1971.

## Source
- Liste du Natural History de Londres (consultation du 19 juin 2006)